# Об'єднана команда на літніх Олімпійських іграх 1992
Об'єднана команда республік колишнього СРСР (за винятком Естонії, Латвії та Литви) виступала на літніх Олімпійських іграх один раз — на іграх 1992 року. Вона брала участь у змаганнях з 27 видів, отримавши всього 112 медалей, з них золотих — 45, срібних — 38, і бронзових — 29 (посіла 1-е у медальному заліку). Прапороносцем збірної на церемонії відкриття був Олександр Карелін.

## Золоті медалісти
| Медаль | Спортсмен | Вид спорту                      | Дисципліна                                  |
| ------ | --- | ------------------------------- | ------------------------------------------- |
| Золото | Олена Жирко, Олена Баранова, Ірина Герліц, Олена Торнікіду, Олена Швайбович, Марина Ткаченко, Ірина Мінх, Олена Худашова, Ірина Сумнікова, Елен Шакірова, Наталія Засульська, Світлана Заболуєва, Ірина Рутковська                                    | Баскетбол                       | Жінки                                       |
| Золото | Арсен Фадзаєв | Вільна боротьба                 | Чоловіки, до 68 кг                          |
| Золото | Махакбек Хадарцев | Вільна боротьба                 | Чоловіки, до 90 кг                          |
| Золото | Лері Хабелов | Вільна боротьба                 | Чоловіки, до 100 кг                         |
| Золото | Олег Кучеренко | Греко-римська боротьба          | Чоловіки, до 48 кг                          |
| Золото | Мнацакан Іскандарян | Греко-римська боротьба          | Чоловіки, до 74 кг                          |
| Золото | Олександр Карелін | Греко-римська боротьба          | Чоловіки, до 130 кг                         |
| Золото | Андрій Лавров, Ігор Чумак, Ігор Васільєв, Юрій Гаврилов, Андрій Барбашинський, Андрій Міневський, В'ячеслав Горпішин, Сергій Бебешко, Валерій Гопін, Василь Кудінов, Талант Дуйшебаєв, Дмитро Філіппов, Михайло Якимович, Олег Грєбнєв, Олег Кісельов | Гандбол                         | Чоловіки                                    |
| Золото | Валерій Бєлєнький, Олексій Воропаєв, Ігор Коробчинський, Григорій Місютін, Віталій Щербо, Рустам Шаріпов | Спортивна гімнастика            | Чоловіки, командна першість                 |
| Золото | Віталій Щербо | Спортивна гімнастика            | Чоловіки, індивідуальна першість            |
| Золото | Віталій Щербо | Спортивна гімнастика            | Чоловіки, кінь                              |
| Золото | Віталій Щербо | Спортивна гімнастика            | Чоловіки, кільця                            |
| Золото | Віталій Щербо | Спортивна гімнастика            | Чоловіки, опорний стрибок                   |
| Золото | Віталій Щербо | Спортивна гімнастика            | Чоловіки, бруси                             |
| Золото | Розалія Галієва, Світлана Богінська, Тетяна Гуцу, Олена Груднєва, Тетяна Лисенко, Оксана Чусовітіна | Спортивна гімнастика            | Жінки, командна першість                    |
| Золото | Тетяна Гуцу | Спортивна гімнастика            | Жінки, індивідуальна першість               |
| Золото | Тетяна Лисенко | Спортивна гімнастика            | Жінки, колода                               |
| Золото | Олександра Тимошенко | Художня гімнастика              | Жінки, індивідуальна першість               |
| Золото | Олександр Масейков Дмитро Довгальонок | Веслування на байдарках і каное | Чоловіки, каное-двійка, 500 м               |
| Золото | Назім Гусейнов | Дзюдо                           | Чоловіки, до 60 кг                          |
| Золото | Давид Хахалейшвілі | Дзюдо                           | Чоловіки, від 95 кг                         |
| Золото | Андрій Перлов | Легка атлетика                  | Чоловіки, ходьба на 50 км                   |
| Золото | Максим Тарасов | Легка атлетика                  | Чоловіки, стрибки з жердиною                |
| Золото | Андрій Абдувалієв | Легка атлетика                  | Чоловіки, метання молота                    |
| Золото | Олена Романова | Легка атлетика                  | Жінки, 3000 м                               |
| Золото | Валентина Єгорова | Легка атлетика                  | Жінки, марафон                              |
| Золото | Світлана Кривельова | Легка атлетика                  | Жінки, штовхання ядра                       |
| Золото | Олена Рузіна, Людмила Джигалова, Ольга Бризгіна, Ольга Назарова | Легка атлетика                  | Жінки, естафета 4 x 400 м                   |
| Золото | Олександр Попов | Плавання                        | Чоловіки, 50 м вільним стилем               |
| Золото | Олександр Попов | Плавання                        | Чоловіки, 100 м вільним стилем              |
| Золото | Євгеній Садовий | Плавання                        | Чоловіки, 200 м вільним стилем              |
| Золото | Євгеній Садовий | Плавання                        | Чоловіки, 400 м вільним стилем              |
| Золото | Дмитро Лепіков Володимир Пишненко Євгеній Садовий Веніамин Таянович Юрій Мухін Олексій Кузнецов | Плавання                        | Чоловіки, естафета 4 x 200 м вільним стилем |
| Золото | Олена Рудковська | Плавання                        | Жінки, 100 м брасом                         |
| Золото | Юрій Федькін | Кульова стрільба                | Чоловіки, пневматична гвинтівка             |
| Золото | Грач'я Петикян | Кульова стрільба                | Чоловіки, довільна гвинтівка, 3 положення   |
| Золото | Костянтин Лукашик | Кульова стрільба                | Чоловіки, довільний пістолет                |
| Золото | Марина Логвиненко | Кульова стрільба                | Жінки, пневматичний пістолет                |
| Золото | Марина Логвиненко | Кульова стрільба                | Жінки, спортивний пістолет                  |
| Золото | Ізраїль Мілітосян | Важка атлетика                  | Чоловіки, до 67,5 кг                        |
| Золото | Федір Касапу | Важка атлетика                  | Чоловіки, до 75 кг                          |
| Золото | Кахі Кахіашвілі | Важка атлетика                  | Чоловіки, до 90 кг                          |
| Золото | Віктор Трегубов | Важка атлетика                  | Чоловіки, до 100 кг                         |
| Золото | Олександр Курлович | Важка атлетика                  | Чоловіки, понад 110 кг                      |
| Золото | Вадим Гутцайт Григорій Кірієнко Георгій Погосов Станіслав Поздняков Олександр Ширшов | Фехтування                      | Чоловіки, шабля, командна першість          |

## Українські золоті медалісти
- Олена Жирко, Марина Ткаченко — Баскетбол (командна першість, 2/13)
- Олег Кучеренко — Греко-римська боротьба
- Юрій Гаврилов, Сергій Бебешко — Гандбол (командна першість, 2/15)
- Ігор Коробчинський, Григорій Місютін, Рустам Шаріпов — Спортивна гімнастика (командна першість, 3/6)
- Тетяна Гуцу, Тетяна Лисенко — Спортивна гімнастика (командна першість, 2/6)
- Тетяна Гуцу — Спортивна гімнастика
- Тетяна Лисенко — Спортивна гімнастика
- Олександра Тимошенко — Художня гімнастика
- Людмила Джигалова, Ольга Бризгіна — Легка атлетика (естафета, 2/4)
- Вадим Гутцайт, Георгій Погосов — Фехтування (командна першість, 2/5)

## Українські срібні призери
Срібні нагороди Олімпіади 1992 року завоювали українські спортсмени:
- Самойленко (Доровських) Тетяна — Легка атлетика
- Гуцу Тетяна — Спортивна гімнастика
- Місютін Григорій — Спортивна гімнастика
- Таймазов Тимур — Важка атлетика
- Бризгіна Ольга — Легка атлетика
- Голубицький Сергій — Фехтування
- Зауличний Ростислав — Бокс
- Кравець Інеса — Легка атлетика
- Хникін Павло — плавання
- Сливинський Михайло — Веслування на каное

## Українські бронзові призери
Бронзові нагороди Олімпіади 1992 року завоювали українські спортсмени:
- Гуцу Тетяна — спортивна гімнастика.
- Коробчинський Ігор — спортивна гімнастика.
- Лисенко Тетяна — спортивна гімнастика.
- Базанова Марина, Горб Тетяна — гандбол.
- Бєлофастов Андрій, Коваленко — водне поло.
- Кириченко Ольга — плавання.
- Кравчук Сергій — фехтування.
- Скалдіна Оксана — гімнастика художня.
- Устюжаніна Тетяна — академічне веслування.